# ルーク・ブラックバーン
ルーク・プライア・ブラックバーン（英: Luke Pryor Blackburn、1816年6月16日 - 1887年9月14日）は、19世紀アメリカ合衆国ケンタッキー州出身の医師、慈善事業家、政治家である。第28代ケンタッキー州知事に選ばれ、1879年から1883年まで務めた。2003年にアーニー・フレッチャーがケンタッキー州知事に選ばれるまで、ケンタッキー州で唯一知事を務めた医師だった。トランシルベニア大学で医学の学位を得た後、ミシシッピ州ナチェズに移転し、1848年にミシシッピ川バレーで黄熱病に対する最初の検疫を行って成功したことで、国民的名声を得た。黄熱病の専門家と見なされるようになり、その流行に対して戦うために「無料」で働くことも多かった。その慈善活動の中には、自己資金を使ってミシシッピ川で働く水夫のための病院を建設したこともあった。後にアメリカ合衆国議会に働きかけて、ミシシッピ川沿いに一連の同様な病院を建設することに成功した。
ブラックバーンは南北戦争の時に、戦うには年を取りすぎていたが、南軍側を支持した。戦争初期にケンタッキー州とミシシッピ州政府のための市民工作員として働いた。1863年までに、カナダで南軍の封鎖破りを援助していた。1864年、バミューダに旅して、そこの南軍による封鎖破り操作を脅かしていた黄熱病の流行と戦うことに貢献した。終戦後間もなく、南軍の二重スパイが、アメリカ合衆国北部で黄熱病を流行させ、北軍の戦争遂行を妨げる計略を遂行したとブラックバーンを告発した。ブラックバーンは、黄熱病患者が使った下着や衣類を集めて、北部州に密輸させ販売させたという告発だった。ブラックバーンに不利な証拠はかなりのものだったが、その多くは状況証拠であるか、評判に問題のある証人の証言だった。ブラックバーンはトロントの裁判所で無罪を宣告されたが、アメリカ合衆国の全土を通じてブラックバーンに対する大衆の感情が圧倒的に悪かった。今日の歴史家達は、ブラックバーンが実行したとされる計略でその役割を裏付ける証拠の強さについては、意見が一致していない。いずれにしてもこのような性格の計略は失敗する運命にあった。1900年、ウォルター・リードが、黄熱病は接触感染ではなく、蚊が媒介して広まることを発見した。
ブラックバーンはアメリカ合衆国当局から起訴されることを避けるためにカナダに留まっていたが、1868年にメキシコ湾岸のテキサス州とルイジアナ州での黄熱病流行と戦うのを支援するために母国に戻った。ブラックバーンに対する告発が取り下げられることはなかったが、逮捕も起訴もされなかった。1873年にはテネシー州メンフィスで、1877年にはフロリダ州フェルナンディナで、1878年にはケンタッキー州ヒックマンで、黄熱病の流行と戦うことで、大衆の抱くイメージを修復していった。ブラックバーンは「ヒックマンの英雄」と呼ばれ、翌年には民主党の州知事候補に推されることになった。州知事選挙では共和党の対抗馬ウォルター・エバンスを大差で破って当選した。知事としてのブラックバーンは、州の財政や内国改良の分野で幾つかの改革法案を通したが、刑法改革の分野での功績が大きかった。フランクフォートにある刑務所の状態には問題が多く、知事の権限である恩赦を使って刑務所の混雑を緩和させるなど、「情け深いルーク」など冷笑的な渾名を得ることになった。エディビルに新しい州立刑務所の建設を確保し、古い刑務所の腐敗した民間業者の管理に代わって新しい監視人体系を採用し、州では初の仮釈放システムを実行させた。歴史家達はブラックバーンの改革の記録から「ケンタッキー州における刑務所改革の父」と称えることもあるが、自由な恩赦の記録や、囚人の生活条件を改善するために稀少な税金を遣ったことは、当時不人気だった。1883年の党の指名大会ではブーイングを受け、やじり倒された。知事としての任期が明けると、医業に戻り、1887年に死んだ。レキシントンにある軽警備の懲罰施設であるブラックバーン矯正施設は、1972年にブラックバーンの栄誉を称えて名付けられた。

## 初期の経歴と家族
ルーク・プライア・ブラックバーンは1816年6月16日に、ケンタッキー州ウッドフォード郡で生まれた[a]。父はエドワード・M・ブラックバーン、母はラビニア（旧姓ベル）であり、その13人の子供の4番目だった。ブラックバーンの大叔父ギデオン・ブラックバーンは、著名な長老派教会牧師であり、ダンビルにあるセンター・カレッジの学長を務めた。ブラックバーンの親戚の多くが政治に関わっていた。母方の祖父は1799年ケンタッキー州憲法制定会議の代議員であり、叔父のウィリアム・ブラックバーンは州知事ジェイムズ・T・モアヘッドの時代にケンタッキー州上院議長代行と副知事代行を務めていた。著名政治家ヘンリー・クレイは遠い親戚であり、ブラックバーン家を訪ねることもあった。

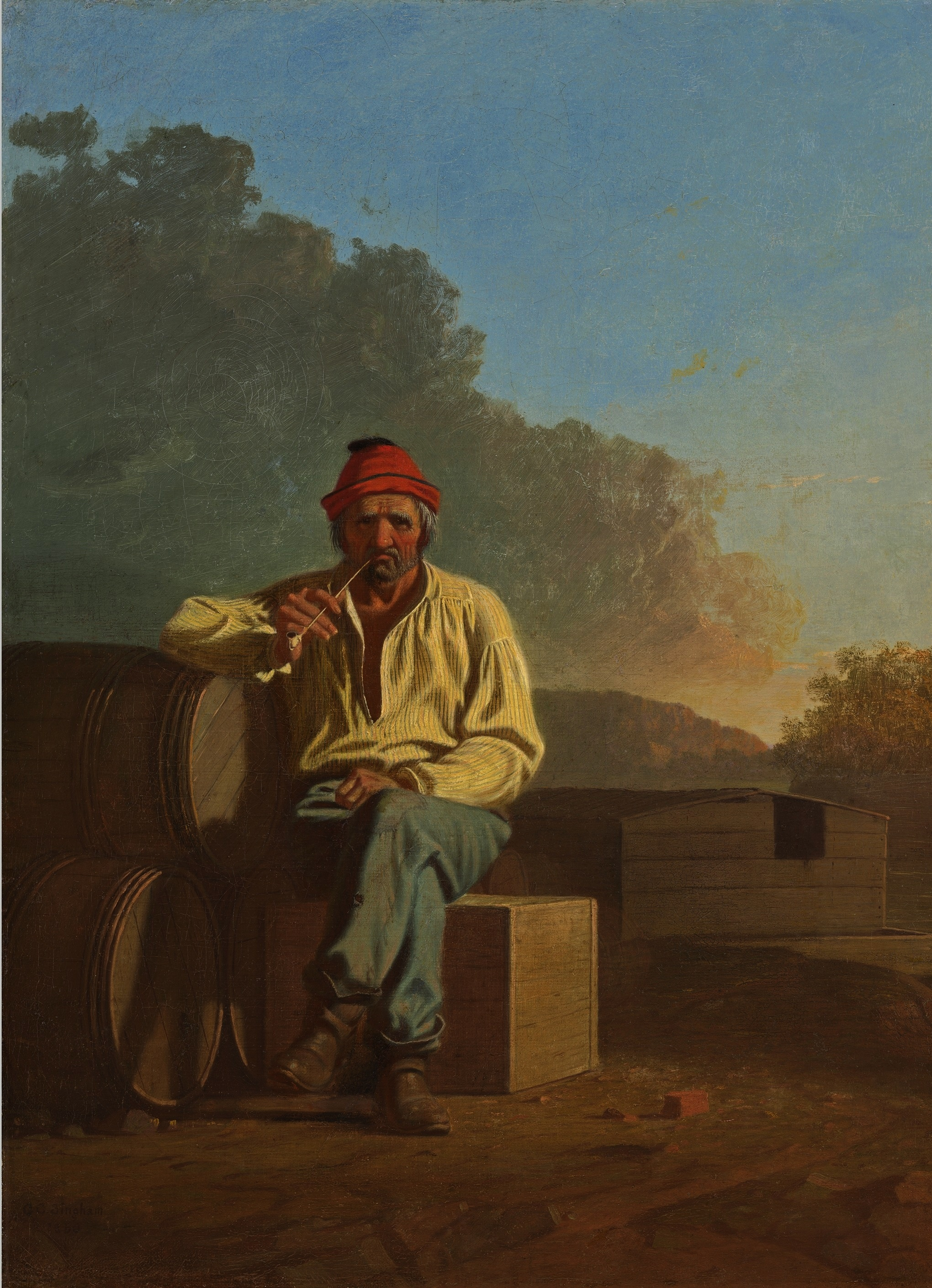
ブラックバーンの初期慈善的働きはミシシッピ川で働く水夫のためになった

ブラックバーンは地元公立学校で初期の教育を受けた。16歳のときに叔父で医師のチャーチル・ブラックバーンの下で医療の修業を始めた。その修行中にレキシントンやパリスで流行したコレラの患者を治療することで叔父を助けた。その後レキシントンのトランシルベニア大学に入学し、1835年3月に医学の学位を得た。卒業後はレキシントンで医療を開始し、近くのバーセイルズで流行ったコレラと戦う推進役になった。この疫病の間、治療に対する報酬を受け取らなかった。
1835年11月24日、遠戚にあたるエラ・ギスト・ボスウェルと結婚した[b]。妻の父ジョセフ・ボスウェル博士は1年前のレキシントンで流行ったコレラで死んでいた。この夫婦には息子のキャリー・ベル・ブラックバーン1人が1837年に生まれた。キャリーが生まれる直前に、ブラクバーンは麻縄と袋の製造業に大きな投資をしており、この事業が失敗したときにかなりの財産を失っていた。1843年、ブラックバーンはホイッグ党からケンタッキー州議会下院議員に選出され、1期を務めたが、特に業績は残さなかった。再選は求めず、1844年に弟と共にフランクフォートで委員を開業した。
1847年、ミシシッピ州ナチェズが経済的に繁栄していたのでそこに移転した。直ぐに地域社会の活動的な一員となり、禁酒協会の設立に貢献し、民兵隊に加わり、地元病院の管理者になった。ジェファーソン・デイヴィスやウィリアム・ジョンソンと親密な仲になった。1848年、市の健康管理官となり、ミシシッピ川バレーで黄熱病が流行した時には最初の検疫を行って成功した。ブラックバーンは私費を遣ってミシシッピ川で働く水夫のための病院を設立した。アメリカ合衆国議会に働きかけて、ミナチェズに病院を建設することに成功した。1852年に完成したときに病院の外科医に指名された。1854年、黄熱病に対して再度検疫を行い成功させた。ミシシッピ州議会がブラックバーンに、ルイジアナ州議会に働きかけて、ミシシッピ川沿いの都市を守るためにニューオーリンズで検疫所を設けるよう依頼してきた。ルイジアナ州政府はブラックバーンがそのような仕組みを構築することを承認した。
1854年9月、ブラックバーンと息子のキャリーはペンシルベニア州フィラデルフィアに旅し、著名な医者のサミュエル・D・グロスの下でキャリーが修業できるようにした。フィラデルフィアに居る間にニューヨーク市ロングアイランドに近いワシントン砦で黄熱病が流行した。ニューヨーク市長がブラックバーンに患者治療の援助を求めた。ブラックバーンはその要請を受け入れ、その奉仕に対する報酬は拒んだ。1856年11月にナチェズに戻ると、妻のエラが浮腫を患って神経質な状態にあり、熱が出ていた。ブラックバーンは妻を救おうと努力したが、その病状は悪化し、その月末前に死んだ。ブラックバーンは悲しみに打ちひしがれていたので、友人がその気持ちを癒すために以前にも話していたようにヨーロッパを旅してくることを勧めた。ブラックバーンは1857年初期に行動に移り、イングランド、スコットランド、フランス、ドイツの病院を訪れた。パリに滞在しているときに、同じケンタッキー州出身のジュリア・M・チャーチルと出会った。ジュリアは姉妹や姪と共に旅していた。ブラックバーンとジュリアは旅程を途中で打ち切り、故郷に帰って、1857年11月に結婚した。ハネムーンの後、1858年1月にニューオーリンズで新居を構え、医業を再開した。ブラックバーンが書いた短い詩によると、夫妻にはアビーという娘が生まれたが、幼児の時に死亡しており、誕生日も死亡日も不明のままである。

## 南北戦争
南北戦争が始まったとき、ブラックバーンの感情はアメリカ連合国支持に傾いていた。南軍に入るには年を取りすぎていたので（45歳）、ケンタッキー州知事ベリア・マゴフィンのために代理人として行動し、ケンタッキー州を守るためにルイジアナ州から武器を得ようとしたが、武器の確保に失敗した。1862年初期、スターリング・プライス少将の軍で軍医として指名された。1863年2月、ミシシッピ州知事ジョン・J・ペタスが州内で負傷した兵士の治療を監督する2人の委員の1人にブラックバーンを指名した。ブラックバーンは負傷者のために十分な医療物資を確保した後、バージニア州リッチモンドに行ってアメリカ連合国陸軍長官ジェイムズ・セドンに会い、報酬や階級無しに病院および宿営地検査総監を務めることを申し出た。この申し出が拒否されると、ペタス知事がブラックバーンにカナダに行って、封鎖破りのための物資を集めるよう依頼した。ブラックバーンと妻のジュリアは1863年8月にミシシッピ州を離れ、ノバスコシア州ハリファックス市に向かい、さらにトロント（当時はカナダ植民地）に行って寄宿舎に泊まった。ある時は、ハリファックスからアラバマ州モービルに氷を運ぶ封鎖破り船に乗っていて、北軍海軍に捕まえられた。北軍の士官はブラックバーンを市民乗客だと解釈して釈放したので、カナダに戻った。
1864年4月、バミューダの島で黄熱病が大流行した。この島は南軍封鎖破りの主要基地であり、この疫病で封鎖破りの継続が難しくなった。カナダ植民地総督チャールズ・モンクからの要請で、ブラックバーンはバミューダに渡り、そこの兵士と市民を救援した。7月半ばまでその奉仕活動を継続し、短期間ハリファックスに戻った。島の疫病流行が継続し、ブラックバーンは9月に島に戻って患者の治療を続けた。10月半ばに疫病が終息するまでそこに留まっていた。このバミューダでの努力に対してはイギリスのビクトリア女王から100英ポンドと表彰状を受け取った。戦争の残り期間で、ブラックバーンがカナダで何をしていたかほとんど知られていないが、牽制作戦としてニューイングランドで大衆の暴動を引き起こそうとした策略に加わり、南軍のエージェントであるトマス・ハインズにはシカゴのキャンプダグラスで脱獄をやらせたという噂もあった。この策略が北軍当局に漏れたとき、北軍は噂で標的になっていたマサチューセッツ州ボストンを補強するために部隊を派遣し、その作戦でのブラックバーンの役割を事前に消した。

### 黄熱病謀略

エイブラハム・リンカーン大統領は、ブラックバーンの黄熱病陰謀の標的だったとされている

南北戦争で最後の大きな戦闘があった日の数日後にあたる1865年4月12日、南軍の二重スパイ、ゴッドフリー・ジョセフ・ハイアムズがトロントのアメリカ合衆国領事に接触し、ブラックバーンがアメリカ合衆国北部の都市で黄熱病を流行させようとした陰謀について情報を持っていると主張した。ハイアムズは、ブラックバーンには1863年12月にトロントのクイーンズホテルで、南軍のスパイであるスチュアート・ロビンソンから紹介されたと語った。ハイアムズに拠れば、ブラックバーンが黄熱病に感染した患者が着ていた衣類のトランクを、マサチューセッツ州ボストン、ペンシルベニア州フィラデルフィア、ワシントンD.C.、ノースカロライナ州ニューバーン、バージニア州ノーフォークに密輸するのを手伝うことに、ハイアムズが合意した。ニューバーンとノーフォークの2市は当時北軍に占領されていた。ハイアムズはトランクの中身を中古衣類商人に売るよう指示され、19世紀の考え方に従って黄熱病は接触感染で広がると思っており、主要都市に汚染されたものを広めることにより、北部の戦争遂行努力を挫くことになる疫病を始めさせられると考えていたと語った。ハイアムズはさらに、ブラックバーンがしゃれたシャツでスーツケースを満たし、それをホワイトハウスのエイブラハム・リンカーン大統領の元に配達し、それらが特命の称賛者からの贈り物だと伝えるように言われた。ハイアムズはこの任務を果たした時にはブラックバーンが報酬として6万ドルを渡すと約束したとも語っていた。ハイアムズは合意したようにトランクは配達したが、リンカーン大統領へのスーツケースは配達しようとしなかったと主張した。その証言に従えば、その行動に対して通常の報酬以上のものを受け取っておらず、それが当局にその謀略を伝える動機の一部になったと言っていた。
ハイアムズの証言とは別に、バミューダの役人が、ブラックバーンは汚染された衣類や下着を集めていたという情報を得ていた。この情報に拠れば、ブラックバーンはセントジョージズのホテル・オーナーであるエドワード・スワンと契約して、1865年半ばまでそれを保管し、その後ニューヨーク市に向けて出荷するよう依頼した。おそらくニューヨーク市で疫病を流行らせるためだったと考えられている。バミューダの役人はこの情報に従って行動し、スワンのホテルを襲撃して衣類と下着が詰まったトランク3個を見つけた。それらには黄熱病の兆候である「黒い吐瀉物」の染みがあった。スワンは逮捕され、土地の保健衛生規則違反容疑で告発された。トランクの中身は硫酸に浸漬され、その後埋められた。
ハイアムズがカナダ当局にその話を語ってから2日後にリンカーン大統領暗殺事件が起こり、アメリカ連合国大統領ジェファーソン・デイヴィスとそのカナダにおける協力者に暗殺事件を結びつけるために、ブラックバーンを逮捕することにアメリカ合衆国の関心が高まった。アメリカ合衆国軍事司法局が殺人未遂容疑でブラックバーンの逮捕を命じたが、ブラックバーンはカナダにいたために軍事司法局の管轄が及ばず、逮捕できなかった。その後バミューダで衣類と下着の保管物が発見され、カナダ当局が動くことになった。カナダ当局は1865年5月19日にブラックバーンを逮捕し、南北戦争中のカナダの中立を犯した容疑で告発した。ブラックバーンは保釈金8,000ドルで裁判のために拘束された。1865年10月、トロントの裁判所は、衣類のトランクがノバスコシアに向けて発送されたので、それは裁判所の管轄外にあると判断し、ブラックバーンを無罪とした。殺人に関わる陰謀に対する告発は、ブラックバーンの弁護士がそのような告発は被告が国の首長の命を狙ったときのみに告発されることを裁判所に思い出させて、取り下げとなった。ブラックバーンは裁判所で証言せず、何年か後に「知性有る紳士が信じるにはあまりに馬鹿げたこと」と非難したときが唯一の発言機会だった。
歴史家達はブラックバーンに不利な証拠の効力について意見の一致をみていない。アメリカ合衆国政府とアメリカ連合国政府のこの事件に関する記録の多くは失われた。アメリカ海軍の軍医J・D・ヘインズは刊行物『アメリカの内乱』の中で、ブラックバーンに不利な証言をした南軍のスパイは問題のある人物だったと記した。特にハイアムズは刑事免責令を受けており、その証言で報酬を受けていた。ヘインズはまた、ブラックバーンの以前の人道主義者としての評判が無視されたことを指摘した。リンカーン暗殺によるヒステリーの中で、陰謀説が溢れ、北部人はアメリカ連合国支持者なら誰でも最悪のものを信じる傾向にあった。「ニューヨーク・タイムズ」はブラックバーンを「黄熱病の悪魔」や「ぞっとする悪魔」と中傷した。歴史家のエドワード・スティアズはブラックバーンに不利な証拠が状況証拠だと認めたが、その著書『月の血』の中で、ブラックバーンが陰謀に関わったことを示すだけでなく、ジェファーソン・デイヴィスまでを含めアメリカ連合国の高官がそれを知り、容赦し、資金を出していたことを示す十分な証拠が残っていると主張した。もし事実ならば、ブラックバーンの陰謀は最初期の生物兵器になっていたことになる。

## 戦後の人道的な仕事
ブラックバーンは無罪判決が出た後もカナダに留まり、アメリカ合衆国当局からの逮捕や告発を避けていた。ニューオーリンズやテキサス州メキシコ湾岸で黄熱病が大流行したことを知ると、1867年9月4日にアンドリュー・ジョンソン大統領に手紙を書き、アメリカ合衆国への帰還許可を求め、疫病治療の支援を申し出た。ブラックバーンはジョンソンからの返事を待たず（実際に来なかった）、ニューオーリンズに向かう途中で1867年9月25日にケンタッキー州ルイビルに到着した。疫病に対する救援を一通り終えた後、妻が所有するアーカンソー州のプランテーションに家族ごと移動した。
ブラックバーンを逮捕しようという動きは無かった。1873年初期には家族と共にケンタッキー州に戻った。家族はルイビルのゴールト・ハウス・ホテルに泊まり、ブラックバーンが市内で医業を再開した。1873年のコレラ流行のとき、ブラックバーンはコレラが汚染された水の消化で伝染すると正しく理論づけたが、大半の市民は瘴気で伝染するという競合学説を受け入れていた。この学説はルイビルで良く知られた医師トマス・S・ベルが主唱していた。ブラックバーンが潜在的に感染している可能性がある飲料水を飲む前に煮沸した方が良いと助言したが、それを容れなかった結果として数千人が死亡した。ブラックバーンの慈善的事業には、1873年のテネシー州メンフィス、および1877年のフロリダ州フェルナンディーナでの黄熱病流行に対する患者治療があった。どちらの町でも奉仕に対する報酬を拒否したが、どちらも感謝した住民から贈り物が渡された。南部の新聞数紙がブラックバーンの奉仕について記事を載せるようになっていった。
ルイビルの「クーリエ・ジャーナル」は、1878年2月11日にブラックバーンが民主党から州知事選挙の候補になると報道した。これ以前に僅かばかりの政歴しかなかったブラックバーンが知事になろうと決意した理由は明らかでない。政治に関与していた一族に影響された可能性はある。弟のジョセフ・ブラックバーンは当時ケンタッキー州選出アメリカ合衆国下院議員であり、もう一人の弟ジェイムズ・ブラックバーンはケンタッキー州上院議員を務めていた。妻の兄弟のうち2人も、サミュエル・チャーチルはジョン・L・ヘルム、ジョン・W・スティーブンソン、プレストン・レスリー各州知事の下で州務長官を務め、トマス・チャーチルは財務官を務めた後にアーカンソー州知事になった。理由は何であれ、ブラックバーンの友人ですらブラックバーンが政治的に経験が足りないために、出馬表明は賢明でないと考えた。ブラックバーンは1878年3月29日にオーエン郡での演説で選挙運動を始めた。

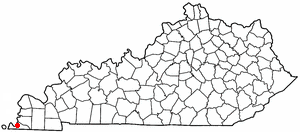
ケンタッキー州ヒックマンの位置、ここで黄熱病が流行した時のブラックバーンの貢献で、「ヒックマンの英雄」という渾名を貰った

ブラックバーンが知事選挙の運動を始めたのと同じ頃、ケンタッキー州議会に出て、州立衛生局の創設や州境の町に検疫所を設けることなど、疫病流行に対して州を守る豊作を提案した。その提案はほとんど聞き入れられなかった。ただし、州立衛生局のみは1878年3月に創設された。それから間もなく、いつもより早くミシシッピ・バレー下流で黄熱病が発症したという報せが入った。1878年8月までに大流行になっていた。ブラックバーンは、疫病を逃れて北に逃げてくる人々の流入を扱うために検疫を行うよう提案したが、州内の多くの医師は黄熱病がケンタッキー州よりも北に広がるとは思っていなかった。ジャクソン買収地域に入っている幾つかの町は原始的な検疫を実行しようとしたが、ルイビル市は完全にブラックバーンの助言を無視し、南部からの避難民を受け入れた。ブラックバーンは一時的に知事選挙の運動を止めてルイビルに行き、既に発症している外来者の治療を支援した。
9月5日、ミシシッピ川沿いにあるケンタッキー州西端の小さな町ヒックマンの市長が、州衛生局に電報を打ち、市内では黄熱病が大流行のレベルに達したことを報せ、できるだけ早くブラックバーンを派遣してくれるよう求めてきた。ブラックバーンは9月7日にヒックマンに到着し、市人口のおよそ20%が黄熱病に罹っていることが分かった。ブラックバーンは町を除染するために洗浄部隊を組織し、黒人の1隊には空き家になった家を守らせた。9月下旬ヒックマンの疫病流行が下火になったことが見えてきたとき、ブラックバーンはテネシー州チャタヌーガとマーティンに旅してそこの救援を行ったが、10日もしないうちにヒックマンの流行が再度大きくなり、近隣のフルトンまで広がったという報せを受けた。ブラックバーンはその地域に戻り、流行が完全に下火になった10月下旬まで奉仕活動を続けた。

## ケンタッキー州知事

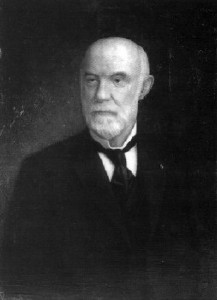
ウォルター・エバンス、1879年ケンタッキー州知事選挙の対抗馬

ブラックバーンはルイビルに戻り、ゴールトハウス・ホテルに泊まった。それから数週間というもの、州内や地域全体からその栄誉を称え、感謝の気持ちを表す贈り物のためにレセプションが開催され、「ヒックマンの英雄」と称えられた。1878年11月に州知事選挙運動を再開した時はこのような背景だった。民主党からは他に2人が指名争いを行っていた。当時の副知事ジョン・C・アンダーウッドと元アメリカ合衆国下院議員トマス・ローレンス・ジョーンズだった。黄熱病が流行する以前はアンダーウッドが有力だったが、ブラックバーンがヒックマン住人に奉仕した後は大衆の感情がブラックバーン支持に変わった。アンダーウッドはブラックバーンの医者としての経歴が州の最高行政責任者になるために適切であるかを問題にしたが、一方でブラックバーンは7年間以上州内に住んでいないので憲法の要求事項を満たしていないという異議申し立てには失敗した。しかし1879年3月下旬、アンダーウッドはブラックバーン指示に傾いている「雪崩現象」には勝てないと判断し、指名争いから撤退した。5月1日、民主党指名大会でブラックバーンは代議員票935票を獲得し圧倒的多数で指名された。対抗馬のジョーンズは22票に過ぎなかった 。
ブラックバーンは健康が優れなかったので、その後の選挙運動では活動的な役割を果たせなかった。クラブオーチャードの泉で慢性病の治療を求め、選挙運動の演説は仲間の民主党員であるボイド・ウィンチェスター、パーカー・ワトキンス・ハーディン、W・C・P・ブレッキンリッジなどが担当した。共和党は対抗馬にウォルター・エバンスを指名していたが、州内を遊説するには演説できる人が少なく、決定的に不利な状況にあった。民主党は共和党大統領のユリシーズ・グラントやラザフォード・ヘイズのやり方を攻撃し、カーペットバッガーやスキャラワグによって南部で犯された虐待とされる事柄を挙げ、共和党が州内の労働者階級よりも資本家を好んでいるという告発を突きつけた。ウィリアム・オコーネル・ブラッドリーが指導した共和党の演説者は、民主党が財政的に無駄遣いが多いと非難した。1865年には州の財政に300万ドルの歳入超過があったが、1878年には100万ドルの債務を抱えていた。ブラッドリーは、民主党が都合の良い選挙区割り改定で州内の権力を維持していると非難した。民主党による州内の管理の悪さとして、刑務所のお粗末な状態や、公共教育の予算不足を挙げていた。
1879年5月、共和党寄りの新聞「シンシナティ・ガゼット」が、南北戦争の時に黄熱病を北部の都市に広げようとしたブラックバーンの陰謀とされるものを報道した。これはケンタッキー州ではこの事件について初めて報道された機会だった。新聞社はブラックバーンに対する非難を調査する目的だけで特別部隊を結成し、彼等が見つけた事実について日々、コラムで報道した。「シンシナティ・ガゼット」の調査に続いて、「カントン・レポジトリー」、「クリーブランド・ヘラルド」、「フィラデルフィア・プレス」など北部の新聞が、ケンタッキー州民がブラックバーンを選出することを検討していることまでを冷笑した（彼等は「ドクター・ブラックボーミット」（黒い吐瀉物）という渾名までつけた）。このスキャンダルはケンタッキー州よりも全国的に注目された。ブラックバーン自身はこの告発に反応せず、ケンタッキー州の共和党もほとんどそれに言及しなかった。北部の新聞一般、特に「シンシナティ・ガゼット」は、ケンタッキー州で幅広く嫌われているのが分かっていたからだった。ケンタッキー州の新聞編集者ヘンリー・ワッターソンは、ケンタッキー州民の大半がブラックバーンの南北戦争中の行動を既に知っており、それを明白に承認しているか、あるいは15年も前に起こったことだと冷静に受け止めているかだと、主張した。
知事選挙の結果はブラックバーンが125,790票、総投票数の56％を獲得し、対するエバンスは81,882票、36%に留まり、最近10年間では最大の得票差でブラックバーンが当選した。グリーンバック党の候補者C・W・クックが18,954票、約8%を取った。グリーンバック党の得票はほとんど民主党とブラックバーンから流れたものだった。2003年にアーニー・フレッチャーがケンタッキー州知事に選ばれるまで、ケンタッキー州で唯一知事を務めた医師だった。

### 財政改革
ブラックバーンは当選後直ぐに州予算の均衡を諮る方法を検討し始めた。議会に対する1880年の演説では、1867年以降、ケンタッキー州で歳入より300万ドル多く支出していたと報告した。それ以前の政権では、「戦争補償」として州が連邦政府に請求した金と、州の減債基金として得た金を遣って歳出超過分を支払っていた。さらに1873年恐慌から続いた経済不況で資産価値が下がり、州議会は州民の要求に従って税率を下げ、さらに歳入を縮小させていた。ブラックバーンは事態を修復しなければならないと力強く主張した。
州議会は知事からの推奨に反応して、司法体系における経費削減改革を法制化した。その中には刑事裁判所、衡平法裁判所、一般訴訟裁判所を廃止し、その代わりに州内を18の地区裁判所に分割することが含まれていた。特定の裁判では陪審員の数が減らされ、陪審員に支払われる給与を固定給とし、陪審員の任務を教唆した時の罰金制を樹立した。囚人を輸送し、世話することに対する補償は、地方警察によるコスト上昇を防ぐために上限付きとなった。州役人への給与は20%減額された。州の資産税も課税対象資産100ドルにつき、40セントから45セントに引きあげられた。税の滞納者から集金する法が強化された。

### 刑法改革
ブラックバーンが特に力を入れたのが、州内の懲罰体系の改革だった。ブラックバーンに拠れば、州立刑務所に953人の囚人が収容されているが、刑務所には780室しか収監する部屋がなかった。刑務所の中の状態はお粗末であり、多くの者が病気になった。1875年に囚人の5分の1は肺炎を患っていた。1879年にブラックバーンが知事に就任したとき、州立刑務所にいたおよそ1,000人の囚人で、収監後の死亡率は7%以上だった。栄養が悪いために脚気になった囚人は75%に昇った。ブラックバーンは悪名高いブラックホール・オブ・カルカッタの状態と州の刑務所の状態を比較した。
州立刑務所の状態が悪いのは、州が施設の管理を民間業者に委託しており、業者は経費節減のために囚人の需要を無視することが多かったのが一部影響していた。業者は契約を確保するために安い洗濯屋を使い、議員に食事を提供することで恩恵を引き出しており、囚人を虐待しても大目に見られるようにしていた。ブラックバーンはその契約の仕組みを、州が雇用する刑務所長が監督する仕組みに置き換えるよう要求した。
ブラックバーンは、議会が彼の推奨する仕組みにそって行動できる前に、刑務所の混雑を緩和するために恩赦の発行を始めた。特に病状が悪く家族の居る家に帰って死ねないような囚人に寛大な措置を執った。知事の任期中に1,000人以上の囚人に恩赦を出し、「情け深いルーク」という渾名を貰った。この恩赦は、大衆からも民主党の既成勢力からも極めて不人気だった。幾つかの新聞はブラックバーンが恩赦1件を2ドルで販売していると主張したが、そのような告発を支持する証拠は無かった。
1880年の議会会期では、ブラックバーンが推奨したエディビルに新しい州立刑務所を建設する案を承認した。ブラックバーンの刑務所長制という要求にも反応し、刑務所長、副刑務所長、事務官、医師、牧師を州が雇用することを認めた。過密状態を緩和する手段として、民間業者が刑務所から受刑者の労働力を賃借する制度を認めた。これら業者は、借り受ける囚人の食事、衣類、住居、世話を受け持つ責任があることとされた。しかしこれら業者に監督が付かなかったので、栄養不良、過労働、打擲など囚人に対する虐待が再び起こり、多くは怪我や死亡という結果に繋がった。議会はまた、州内の歴史では初めて、原初的な仮釈放制度を採用した。ブラックバーンは州の刑務所体系を広範に改革したので、「ケンタッキー州における刑務所改革の父」と見なされている。

### その他の改革
ブラックバーンは川の航行性を改良することも熱心に提唱した。ケンタッキー川の航行性を改良するためにアメリカ合衆国議会からの割り当て10万ドルを当てるよう議会を説得し、ビッグサンディ川とリッキング川の管轄権を連邦政府に与えて改良できるようにさせた。議会はカンバーランド滝周辺の運河建設を承認し、トレードウォータ川沿いの改良も認めた。
ブラックバーンのその他の業績には、州鉄道委員会を設立し、ケンタッキー州農業・機械カレッジの再編成をさせたことがある。ケンタッキー州農業・機械カレッジは、ブラックバーンの前任者ジェイムズ・マクリアリーがケンタッキー大学から分離させていた。ブラックバーンはそのカレッジを州の支配と支援の下に戻すことを提唱した。これが実現してレキシントンにあるカレッジを再度認証し、1916年には州立カレッジと呼ばれるようになり、さらにケンタッキー大学と改名された。

## 晩年と死
ブラックバーンは改革を進めたが、民主党指導層はブラックバーンとその政権には大いに不満だった。発行した恩赦の数を非難し、州の役人に個人を指名するときも党への貢献や忠誠度をあまり考慮しなかったことに不満だった。さらに州内の新聞はブラックバーンが雄弁でないことを取り上げ、批判のネタに付け加えた。ブラックバーンは知事任期の始めに、それ以上政治的な役職を追求しないと宣言したが、それでも1883年の民主党指名大会での演説で自分の記録を弁護しようとした。しかし着席を求めるブーイングや怒号により演説の半ばで中断させられた。最後にブラックバーンはヤジに対抗して、その改革について批判されるであろうが、その政権を腐敗と批判する者は誰でも「嘘つき、基本的で悪名高い嘘つき」だと言って締めくくった。この時点で聴衆からの怒号で聞こえなくなり、演説を止めて着席するしかなくなった。

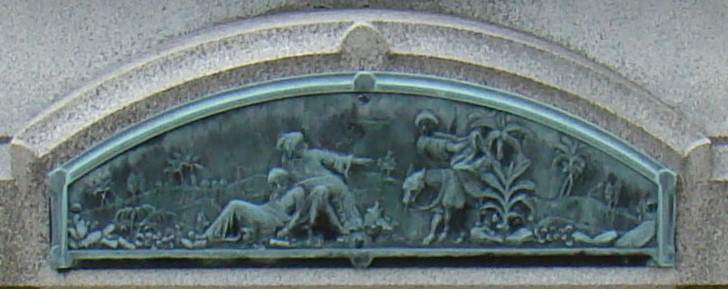
ブラックバーンの墓石を飾る善きサマリア人の浅浮き彫り

ブラックバーンは知事の任期が明けた時に公的生活から引退した。短期間バージニア州のリゾート地を訪れた後、ルイビルのゴールトハウスの部屋に戻り、医業を再開した。1883年の全国慈善事業会議に出席したときに、ゲスト演説者のジョージ・ワシントン・ケイブルから刑務所改革を称賛された。その数週間後にニューヨーク州サラトガで開催された同様な会議でも称賛を受けた。
ブラックバーンはルイビルに戻ってから数か月後にケイブヒル墓地近くに保養所を開いた。しかし自身の健康状態が悪く、その遂行を妨げられた。1887年1月、故郷と考える州とフランクフォートに戻った。死期が近いことを悟っていた。病気が長引いた後に昏睡状態となり、1887年9月14日に死んだ。フランクフォート墓地に埋葬された。
1891年5月27日、ケンタッキー州はブラックバーンの墓の上に記念碑を建立した。その御影石の碑には善きサマリア人のたとえを描いた浅浮き彫りが施された。1972年ケンタッキー州はレキシントンの近くに最小警備、広さ400エーカー (1.6 km2) の刑務所、ブラックバーン矯正施設を開所し、ブラックバーンの栄誉を称えて命名した。

## 原註
- ^[a]Powell suggests that Blackburn was born in neighboring Fayette County, Kentucky, but all other sources list Woodford County.
- ^[b]Perrin gives Blackburn's wife's name as Ella Guest Boswell.

## 関連図書
- Baird, Nancy Disher (November 1974). “The Yellow Fever Plot”. Civil War Times Illustrated 13:  pp. 16–23.

| 公職                          | 公職                             | 公職                    |
| ----------------------------- | -------------------------------- | ----------------------- |
| 先代 ジェイムズ・マクリアリー | ケンタッキー州知事 1879年–1883年 | 次代 プロクター・ノット |